# Efecte io-io

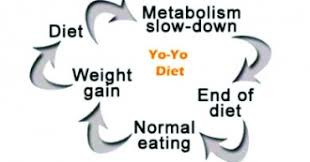
Diagrama explicatiu de l'efecte.

S'anomena efecte io-io, dieta io-io, o efecte rebot, a un cicle marcat per la pèrdua i la recuperació successiva del pes corporal com a conseqüència d'una dieta hipocalòrica excessiva. El terme "dieta io-io" va ser encunyat per Kelly D. Brownell, de la Universitat Yale, en referència al moviment cíclic d'ascens i descens d'un io-io. En aquest procés, la persona que realitza la dieta té èxit inicialment a perdre pes, però no té èxit en el manteniment del pes a llarg termini i comença a guanyar pes novament. La persona subjecta a dieta, intenta perdre el pes recuperat i el cicle comença novament.

## Causes
Les raons que condueixen a les dietes io-io són variades, però sovint inclouen embarcar-se en una dieta hipocalòrica que és massa extrema. Al principi, la persona que realitza la dieta pot experimentar goig davant la pèrdua de pes i orgull del seu rebuig als aliments. Amb el temps, però, els límits imposats per tals dietes extremes provoquen efectes com ara la depressió o la fatiga que fan molt difícil mantenir la dieta. En última instància, la persona es retrotrau als seus antics hàbits alimentaris, ara amb els efectes emocionals addicionals d'haver fallat en el baixar de pes mitjançant una dieta restrictiva. Tal estat emocional indueix a moltes persones a menjar més del que ingerien abans de començar la dieta, fent que es recuperi ràpidament el pes.

## Efectes sobre la salut
Aquest tipus de dieta s'associa amb la privació extrema d'aliments com a substitut d'una dieta apropiada i tècniques d'exercici físic. Com a resultat, la persona que realitza la dieta pot perdre tant massa muscular com greix durant la fase inicial de pèrdua de pes; són necessaris exercicis de musculació per mantenir la massa muscular. Després de completar la dieta, és probable que la persona experimenti la resposta del cos davant la fam, que condueix al guany ràpid de pes mitjançant el desenvolupament de només greix. Aquest és un cicle que canvia la proporció entre greix i músculs al cos, un dels factors més importants en la salut. Un estudi realitzat amb rates va indicar que les dietes de tipus io-io donarien origen a un augment de pes més gran una vegada que es finalitza.
No obstant això, a partir de 1994, la investigació elaborada per Atkinson et al (1994) va demostrar que "no hi ha efectes adversos dels cicles d'augment-descens de pes en la composició corporal, el metabolisme de repòs, la distribució de greix corporal, o la futura pèrdua de pes reeixida", i que no hi ha prou proves que vinculin factors de risc de malaltia cardiovascular que depenguin directament de les dietes cícliques. La dieta io-io extrema pot tenir conseqüències emocionals i físiques a causa de la tensió del qui intenta baixar de pes ràpidament. La satisfacció immediata de perdre el pes amb el temps dona pas als antics hàbits alimentaris que causen un augment de pes i malestar emocional.
Atès que "no hi ha una definició única del pes compromès en cicles de dieta [que] pugui ser demostrat," és gairebé impossible per als investigadors treure conclusions específiques sobre els efectes reals de la dieta cíclica; caldrà que sigui analitzada amb més detall.